# Víctor Peralta
Víctor Peralta (Buenos Aires, 6 marzo 1908 – 25 dicembre 1995) è stato un pugile argentino.

## Palmarès

### Olimpiadi
- Argento a Amsterdam 1928 nei pesi piuma.